# パンアメリカン航空202便墜落事故
パンアメリカン航空202便墜落事故（Pan American World Airways Flight 202）は、ボーイング377ストラトクルーザー旅客機がブラジル奥地へ墜落した航空事故である。
後に事故はプロペラ設計ミスが引金となって機体破壊が発生したものと判明した。

## 事故概要
1952年4月28日、パンアメリカン航空202便はアルゼンチンブエノスアイレスを出発し、途中ウルグアイモンテビデオ、ブラジルリオデジャネイロ市、トリニダード・トバゴのポート・オブ・スペインを経由してアメリカ合衆国・ニューヨーク行として運航されていた。

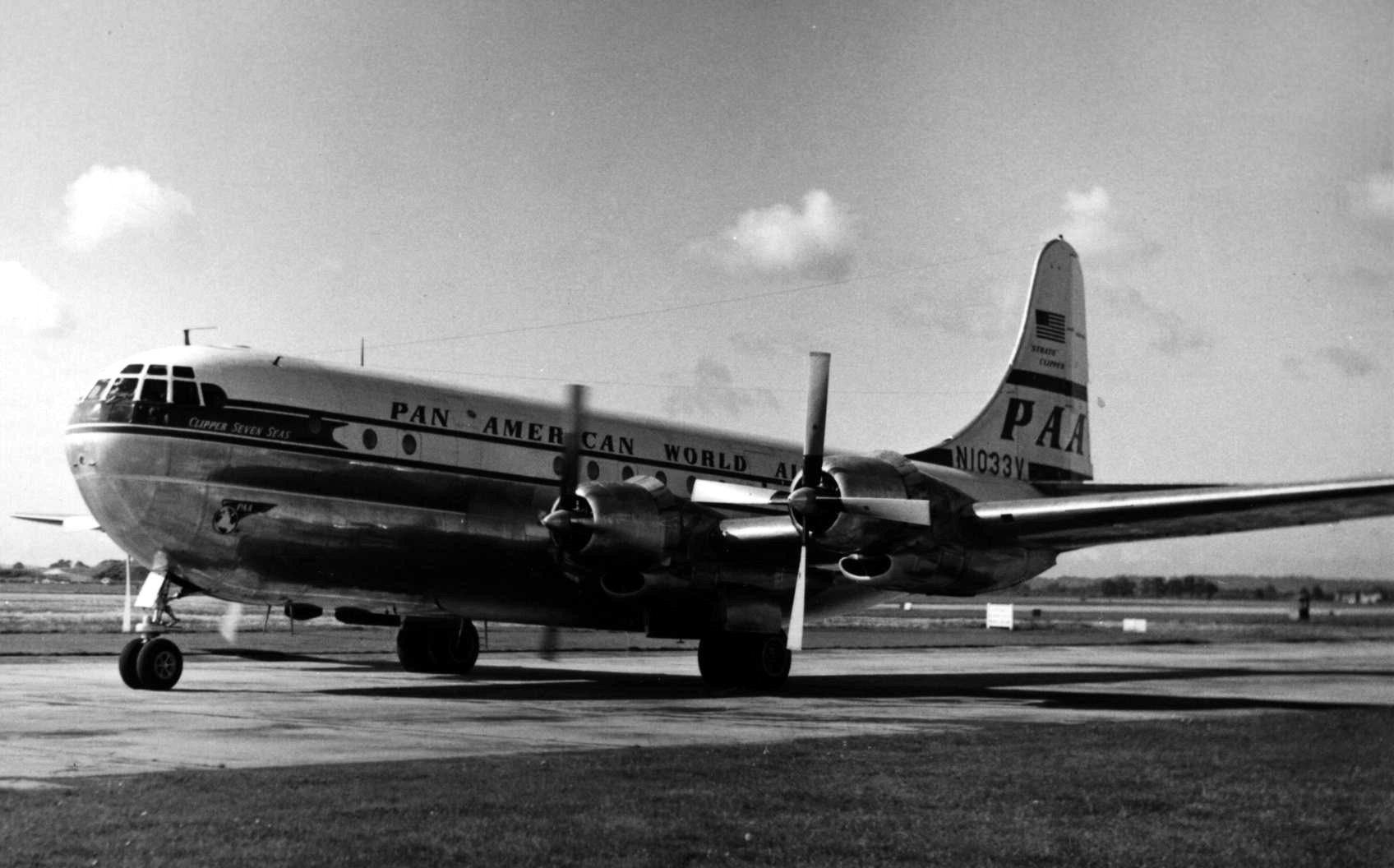
ボーイング377の同型機

202便は当時パンアメリカン航空豪華旅客機として有名であったボーイング 377 ストラトクルーザー（機体記号：N1039V）で運航されており、当日運航便であったN1039V機には「クリッパー・グッドホープ」のシップネームが付けられていた。
4月29日午前3時06分（以下世界時）にリオデジャネイロ市のガレオン国際空港を離陸し、北北西へ針路を向けて、次経由地であったポート・オブ・スペインに10時間30分後に着陸する、有視界飛行によるフライトプランであった。午前6時16分にアマゾン熱帯雨林にあるバレリアス付近の位置通報地点で航空管制に対し「現在14,500フィートを巡航中、次の位置通報地点カロリナは午前7時45分に通過予定」と報告したのを最後に消息を絶った。202便を最後に目撃したのはフォルモサ（Formosa）とサンフランシスコ（Saő Francisco）という村の住民で、最後の報告が行われた時間であった。証言によれば202便は通常飛行をしていたという。
202便が消息を絶ってから、ブラジル海軍は海上を捜索すると共に、ブラジル空軍と米空軍・海軍機による大規模な捜索が行われ、5月1日になってリオデジャネイロから北北西約1,600 km、アマゾン川河口にあるベレンより南へ1,050 km離れたパラー州南東部のアマゾンの熱帯雨林に墜落した202便残骸を発見した。この事故で運航乗務員5名・客室乗務員4名・乗客41名、50名全員の死亡が確認された。後に墜落したのは午前6時40分（現地時間午前3時40分）頃と推定された。

## 事故調査
202便が墜落した地点は予定された航路下であったが、現地の地形は複雑であり、付近の川も小さかったため、飛行艇による搬出も不可能であった（当時は現在ほどヘリコプターが発達していなかったため）。またアメリカ軍による落下傘部隊投入も、生存者がいないことや地形のため、機体や遺体の搬出は難しいとして断念された。そのため、調査隊を陸路派遣することになった。
事故調査団が40マイル（約60 km）まで飛行艇で向かい、そこから陸路で墜落現場に到着したのは5月16日であった。しかしこの調査隊は途中で7名以外は引きした上、水や食料が欠乏し人手不足のため撤退を余儀なくされた。そのため、最初の調査団は、搭乗者全員が死亡していたこと、そして202便の残骸は、恐らく原住民が衛生のために火を付けたと見られる火事で胴体が焼失したことを確認しただけであった。
大幅に人員と装備を増強した第2次調査団が墜落現場に入ったのは事故より4か月経った8月15日であった。そこで202便残骸が大きく3つに分かれて墜落していることを発見した。第2エンジン附近の主翼、反対側の左翼主翼、胴体に分かれていた。なお第二エンジンとプロペラは発見されなかったが、そのことが最初に機体から脱落した証拠とされた。

## 事故原因
以上の機体状況より、202便は夜明け前の巡航中に空中分解して墜落したと推定された。まず第2エンジンプロペラに異常振動が起こりエンジンが崩壊、それを引金に機体に異常振動が起こり、水平尾翼の一部が脱落し、エレベータが上向きとなり仰角が増大した。そのため主翼に掛かる上向きの力に左主翼が耐え切れず切断して脱落した。さらに残された機体も左主翼が消失したため機首を下げる力と尾翼からの機首を上げる力が衝突し、機体尾部が引裂かれて空中分解して墜落した。
なお、この第２エンジンを崩壊させたプロペラ異常振動原因であるが、プロペラブレード設計ミスが原因であると推測された。それはボーイング377が、空冷四重星型28気筒で、71,450 ccの排気量より3500馬力を搾り出すプラット・アンド・ホイットニー R-4360-B6 「ワスプ・メジャー」という、最大級のレシプロエンジンを搭載しながら、プロペラはそれよりも馬力が低いエンジンを想定したものを多少強化した程度であり、プロペラ内部が空洞（中空）のタイプであった。そのため、エンジンが生み出す推進力に対して耐え切れずに破断し、エンジン崩壊を招いたことが直接の原因とされた。
しかしアメリカ連邦民間航空局（CAB）がボーイング377のレシプロエンジンに装着されていた中空式プロペラを、ソリッドタイプ（中実・ムク）プロペラへ変更するよう勧告を出したのは、3年後に再度ボーイング377が飛行中にプロペラを飛散させる事故を起こした後であった。また、原形機となったB-29爆撃機や同時期に就航したDC-7も含め、大型レシプロ機はエンジンの複雑な構造を原因とするエンジントラブルが多かった。そのためパンアメリカン航空ボーイング377は、その後もエンジントラブルで不時着水や墜落する事故を起こしている。